# Geek
Pour les articles homonymes, voir Geek (homonymie).
 (novembre 2010).
Si vous disposez d'ouvrages ou d'articles de référence ou si vous connaissez des sites web de qualité traitant du thème abordé ici, merci de compléter l'article en donnant les références utiles à sa vérifiabilité et en les liant à la section « Notes et références ».

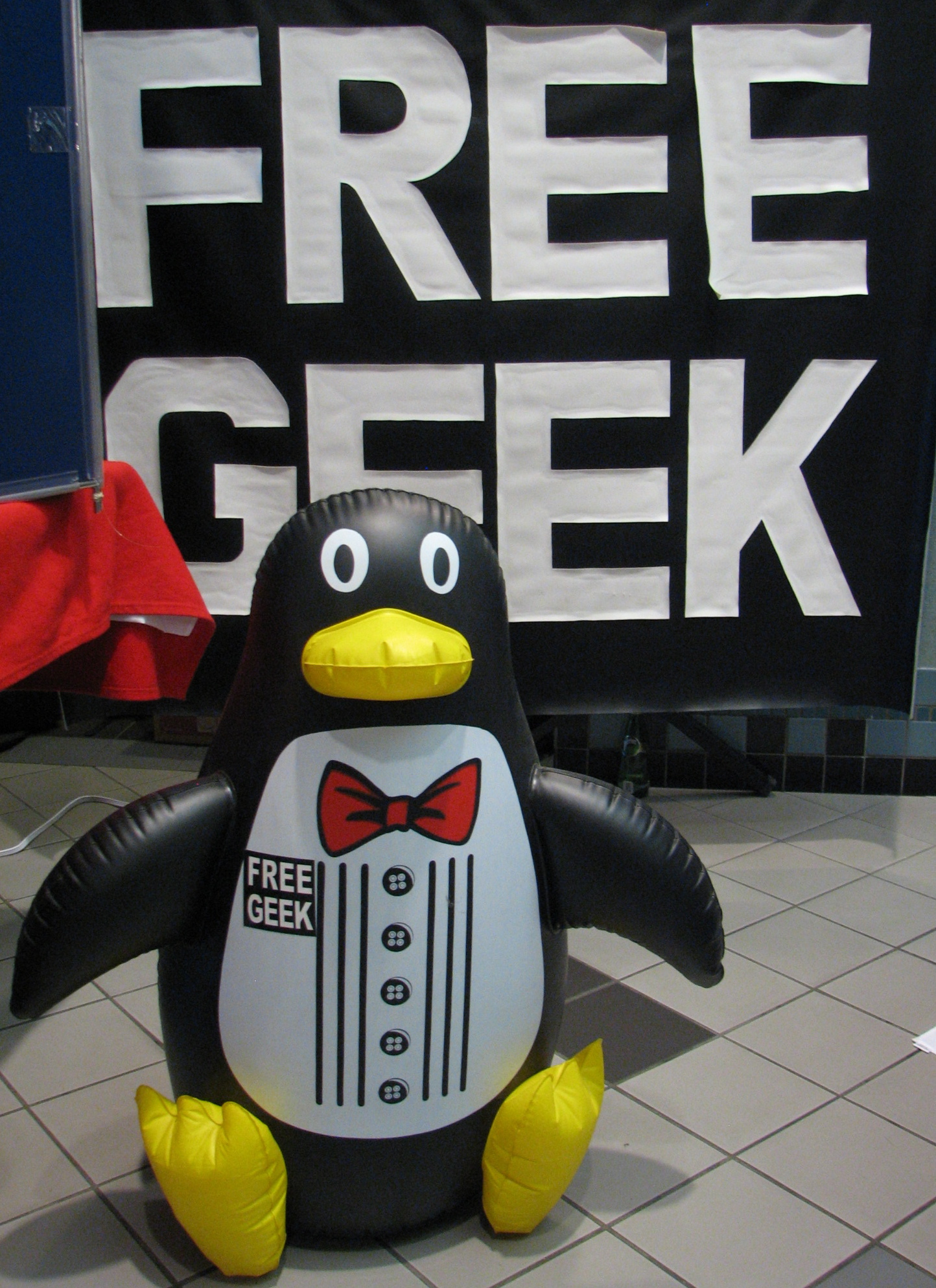
Bannière de l'association Free Geek et image gonflable de Tux, la mascotte du noyau Linux.

Un geek [ɡik] (de l'anglais : [ɡiːk] ) est une personne passionnée par un ou plusieurs domaines précis, le plus souvent pour les domaines liés aux « cultures de l'imaginaire » (certains genres du cinéma, les séries, la bande dessinée, les jeux vidéo, les jeux de rôles, les wargames), ou encore aux sciences, à la technologie et l'informatique. Cette définition est celle qui ressort le plus souvent, bien qu'elle puisse varier d'un individu à l'autre. Au féminin, le terme « geekette » est rarement employé.
Du fait de ses connaissances pointues, le geek est parfois perçu comme trop cérébral. Le mot a été peu à peu utilisé au niveau international sur Internet de manière revendicative par les personnes s'identifiant comme telles. Le terme a alors acquis une connotation méliorative et communautaire.
Avec le succès commercial des gadgets de techniques avancées, une personne qui aime de tels objets voudra s'autoproclamer « geek », bien que cela ne corresponde ni au sens premier (passionné) ni au second (péjoratif) du terme. Il y a souvent confusion entre les geeks, les nolifes, les gamers, les otaku, les nerds, voire les hackers.
Son comportement d'avant-garde peut en faire un lead user typique.
Cependant, bien que le geek ne soit pas à confondre avec le nolife ou le freak, il existe différents niveaux d'intensité du geek, qui rapproche parfois la personnalité de certains geeks de celle des nolifes ou des freaks.

## Histoire

### Origines du terme
Selon l’Oxford American Dictionary (en), l’origine du mot se trouve dans le moyen bas-allemand geck, qui désigne un fou, un espiègle, et du néerlandais gek qui désigne quelque chose de fou (ik ben gek, littéralement « je suis fou »).
Dans le Nord et l’Est de la France, le mot patois gicque désigne un fou de carnaval ; en Alsace, lors des défilés de carnaval, on porte des shellekapp, gickeleshut ou bien des bonnets de gicque, avec des pointes et des clochettes. Lors des bals du carnaval de Dunkerque, des rondes de gicques sont effectuées. Le gille désigne en France au XVIIIe siècle un individu « niais, nigaud, benêt », du nom de Gilles le Niais, acteur du théâtre de la Foire qui se produisait à Paris dès 1640. Par extension, c'est un ancien personnage de la comédie burlesque, représentant le type du niais ; il est dit « faire le gille », « jouer le gille », etc. Si le gicque peut être plutôt assimilé au nolife, le gille, figure de l'adolescent perdu dans son univers imaginaire (Pierrot de Watteau, anciennement appelé Le Gille, ou Gilles) est plus proche du geek actuel[réf. nécessaire]. En Belgique, le gille est un personnage traditionnel du carnaval de Binche.
Au XVIIIe siècle, dans l’Empire austro-hongrois, les cirques ambulants présentaient déjà des gecken, des monstres de foire (personnes avec des déformations, femmes à barbe, etc.). De nombreux arrêtés municipaux interdisaient à ces bateleurs de pénétrer dans les villes avec leurs monstres ou les obligeaient à les faire coucher avec les bêtes dans les granges[réf. souhaitée]. Vers la fin du XIXe siècle, en Amérique du Nord, dans les foires, on a commencé à présenter des geek dans les side-shows, ces expositions annexes aux spectacles de cirque. On y présentait souvent des freaks, c’est-à-dire des monstres de foire, des personnes ayant un handicap étrange ou une déformation physique vraie ou fausse. Dans ce « bestiaire », le geek était souvent une personne handicapée mentale (syndrome de Down) ou bien un artiste de cirque ne pouvant plus participer aux numéros habituels[réf. nécessaire]. Il se tenait généralement nu ou vêtu de peaux de bêtes dans une cage, couvert de boue, et rugissait et secouait les barreaux de la cage pour effrayer les visiteurs ayant payé pour le voir[réf. nécessaire]. Il était présenté comme le « chaînon manquant », comme l’« homme sauvage » capturé en forêt. Parfois on lui faisait égorger ou décapiter des poulets avec ses dents et le geek devait faire semblant de boire leur sang[réf. nécessaire]. Dans sa trilogie romanesque The Deptford Trilogy, l’auteur Robertson Davies décrit sa rencontre avec un artiste de cirque alcoolique forcé à faire le geek dans une cage[réf. nécessaire].
Aux États-Unis, le terme est ensuite appliqué aux gens décalés et bizarres, qui ne s’intègrent pas dans la société. Dans les années 1920, des auteurs comme Meyer Levin, Upton Sinclair ou Truman Capote utilisent le terme pour désigner des hommes solitaires et un peu fous que l’on peut voir rentrer chez eux les vêtements négligés, les cheveux en désordre et absorbés dans leurs pensées. Ce n’est que vers les années 1960, avec le développement des calculatrices puis des ordinateurs, que le terme a commencé à s’utiliser pour parler des « forts en maths » et autres « intellos » en sciences et technologies qui — dans les lycées et les universités — ne s’intéressaient pas à la plupart des activités de leurs camarades. « Au départ, le terme vient de l’américain freak, monstre de foire », explique David Peyron, réalisant une thèse en sociologie sur la culture geek. « Dans les lycées, c’étaient les intellectuels mis de côté. Comme ils étaient isolés, ils se sont réfugiés dans des mondes imaginaires »[source insuffisante].
En 1981, le journal Libération publie un feuilleton intitulé Arnold, le Geek de New York de Jérôme Charyn et Michel Martens. Le terme de geek est alors employé comme synonyme de monstre (freak) et son apparition dans un pays (qui découvre tout juste le Minitel) a alors généré des interrogations savantes sur le sens qu'il convenait de lui donner et les usages qu'on pouvait en faire. Plus récemment[Quand ?], le terme « geek » a commencé à désigner des individus qui investissent beaucoup de temps dans une passion dévorante pour le domaine de l’informatique, parfois aux dépens de leur vie sociale ; ce qui pouvait apparaître effectivement comme un peu monstrueux dans des années 1990 où le nolife n'était pas encore formulé. Cependant les deux termes ont toujours tendance à être confondus.

### Terme actuel

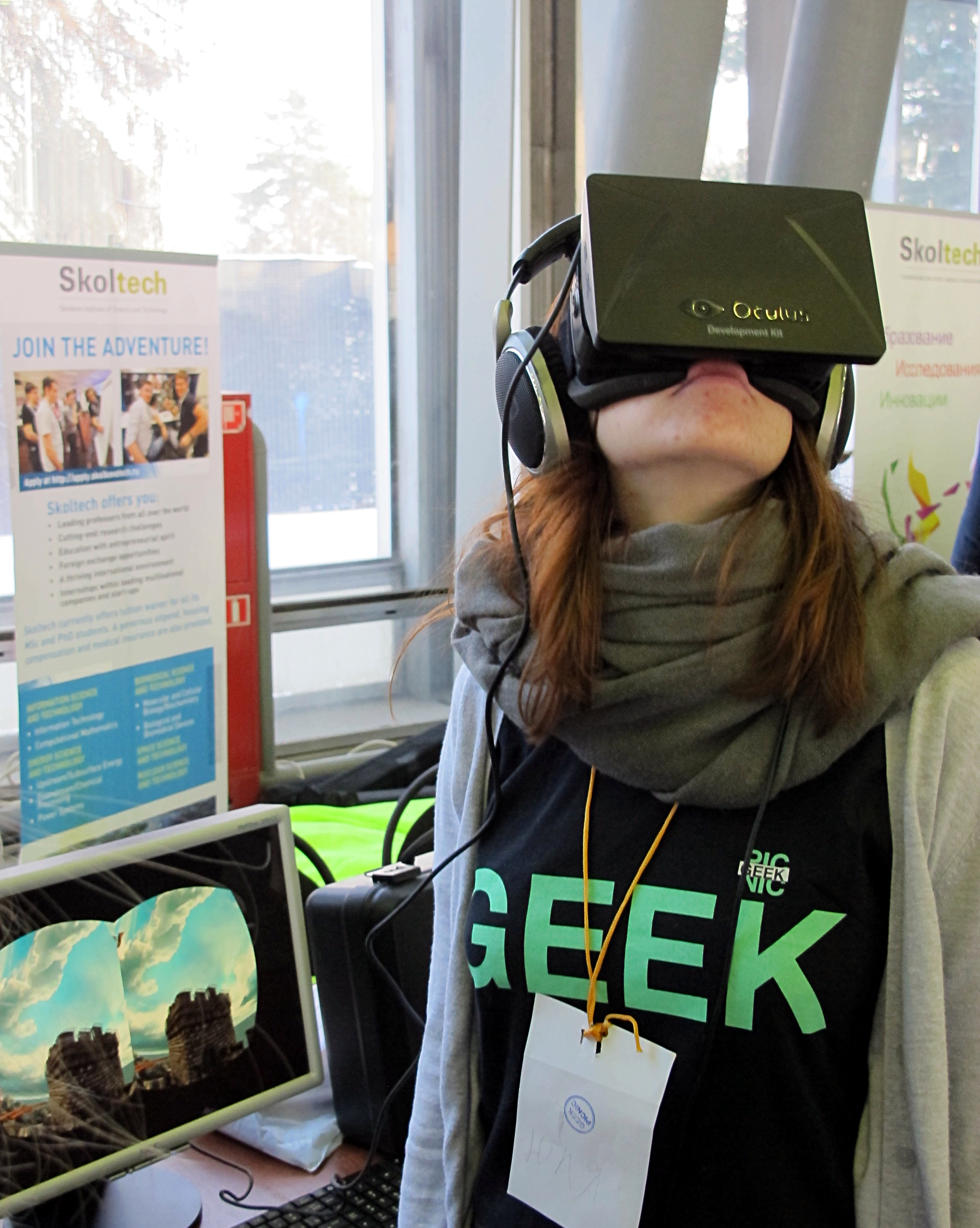
Une visiteuse de Geek Picnic (Moscou) vêtue d'une chemise Geek et d'un casque de réalité virtuelle.

Le terme s’est rapidement développé depuis l'émergence des nouvelles techniques à la fin des années 1950, ne désignant plus quelqu’un possédant une simple passion pour l’informatique, mais une passion pour plusieurs domaines parmi lesquels la science-fiction ou le fantastique,. Avec l'émergence de la génération Y, familiarisée en masse avec la culture du jeu vidéo, cette culture geek, perçue jusque-là comme minoritaire et péjorative, tend à se populariser auprès de la population et des médias,.
Depuis le début du XXIe siècle, les multiples définitions qui furent attribuées au terme geek peuvent se résumer par leur point commun : le geek est celui qui s’évade grâce à son imaginaire, c’est-à-dire qui se divertit grâce à celui-ci, en se passionnant pour des domaines précis (science-fiction, fantastique, informatique…) dans lesquels il aura une connaissance poussée, et en s’insérant au sein de communautés actives de passionnés.

### Confusions
Il faut différencier le geek du nolife, du nerd, du gamer et du technophile (techie). Si nolife et geek sont parfois compatibles, ils ne sont pas pour autant synonymes. Le nolife est celui dont la passion (généralement le jeu vidéo, en particulier le MMORPG) devient une dépendance, puisqu’elle occupe une part démesurée dans sa vie, et va jusqu’à être un frein pour son emploi, sa vie sociale ou ses études,. Ce n’est pas forcément le cas du geek. Une autre différence majeure entre les geeks et les nolifes consiste dans le fait que le geek entretient en principe des relations sociales communautarisées, se retrouvant sur Internet mais aussi dans le monde réel (on parle alors, dans le jargon d'Internet, de rencontre « IRL » pour In Real Life, c'est-à-dire dans la vraie vie). Le nolife, lui, n’entretient pratiquement pas ou plus de relations avec le monde extérieur, et il sacrifiera ses relations sociales pour se livrer à son activité. On peut enfin noter que le geek aura le plus souvent des connaissances plus larges que le nolife, qui (de même que le Gamer) n'aura de connaissances plus pointues que sur sa passion. Dans le domaine de l’informatique par exemple, quand le geek aura une connaissance précise du fonctionnement d’un ordinateur et des programmes qu’il utilise, le nolife n’aura que des connaissances élémentaires, qui lui permettront simplement d’utiliser des jeux vidéo et des fonctions peu poussées.
En outre, il est important de différencier précisément les termes nerd et geek. Ces deux termes peuvent parfois se recouper mais ne sont pas pour autant synonymes. En effet, le terme geek fait davantage référence aux personnes partageant une culture commune (la culture geek, composée de jeux de rôle, de jeux vidéo et d’œuvres littéraires et cinématographiques principalement de fantasy et de science-fiction) que le terme nerd, qui englobe d’autres passions de l’ordre de la science et du savoir principalement, de manière poussées. Le terme nerd est, depuis les années 1990, plus négatif et renvoie souvent à un physique disgracieux, à une inadaptation sociale et à des centres d'intérêt différents des centres d'intérêt de la plupart des gens. Le nerd typique fait partie des clichés du microcosme étudiant américain, au même titre que le joueur de football américain ou la pom pom girl, clichés entretenus par la fiction et, parfois, les médias. À noter que la signification de ces deux mots varie en fonction du pays dans lequel ils sont usités, allant presque parfois jusqu'à s'inverser l'un et l'autre. Le freak geek aura quant à lui tendance à se déguiser régulièrement entretenant sa passion publiquement même à l'âge adulte.
La différence entre « geek » et « technophile » est simple, puisque radicale : le technophile est simplement celui qui apprécie l’usage d’un téléphone portable, d’un ordinateur, d’Internet, en bref, des nouvelles techniques (à la différence du power user qui utilise les fonctions avancées de ces appareils). Or, si tous les geeks ou presque sont technophiles, un utilisateur de téléphone portable n’est pas nécessairement un geek. De nombreux geeks aiment approfondir leurs connaissances en se tournant vers des logiciels libres et systèmes d'exploitation de type GNU/Linux, ou au contraire, vers du matériel considéré comme obsolète.
Enfin, le « techie » est un technophile qui affiche un grand, voire obsédant, intérêt pour les technologies, les appareils électroniques, et particulièrement les ordinateurs.

## Statut contemporain

### Univers et activités
Un individu dit geek est souvent adepte d’un univers ou d’une activité en particulier. En général, une activité peut être considérée comme geek si elle entretient un rapport très étroit avec les nouvelles techniques et/ou avec des univers fantastiques. Des exemples non exhaustifs de ce type peuvent inclure : informatique et sciences, univers littéraires, web-séries, comics et bande dessinée franco-belge, jeux de rôle (le plus souvent issus des univers précités, ou d’univers spécifiques, comme pour Donjons et Dragons) et jeux de société, et enfin tout ce qui a trait à la culture japonaise comme les mangas, la japanimation ou encore les arts martiaux. Cependant, ce domaine est particulièrement réservé aux otakus.

### «Rencontres Geek»
Il est difficile de fixer la limite entre une rencontre que l’on peut qualifier de « geek » ou une simple rencontre d’amateurs. En général, seuls l’état d’esprit et l’idée qu’en retiennent les participants peuvent faire la différence. Quoi qu’il arrive, les manifestations qualifiées de « rencontres geeks » traitent des thèmes des techniques, de la science-fiction ou associés. Il s’agira d’un regroupement de passionnés profitant de la manifestation pour se retrouver et pratiquer ensemble leur activité favorite :
- les rencontres du logiciel libre, qu’elles soient locales ou mondiales ;
- les rencontres de jeux multi-joueurs de toutes sortes, les lan-parties, les présentations ou les ventes de nouveaux jeux informatiques ne sont pas en elles-mêmes des rencontres geeks, mais des rencontres de passionnés de jeux vidéo. Cependant, il arrive souvent que ces manifestations soient un lieu de rencontre pour les geeks adeptes d’un même univers ;
- les conventions de jeu de rôle grandeur nature, voire de reconstitution historique ;
- les conventions et tournois de jeux de rôle sur table ou de wargames ;
- les grands rassemblements de passionnés, qui représentent un événement majeur où se retrouvent, souvent chaque année, un grand nombre de geeks. Il peut s'agir d'événements centrés sur un même univers comme la Comic Con', la Japan Expo, la Convention des Alchimistes (France), Trolls et Légendes (Belgique), Geek Faëries, Polymanga (Suisse) ou des événements généralistes comme Geekopolis (France).

### Endroits dédiés
Les cybercafés sont des lieux de rencontre pour accéder à Internet ou jouer en réseau. Sur le même schéma, les « manga café », cafés où on peut lire des mangas mis à disposition et éventuellement jouer à des jeux vidéo, sont également un lieu de rencontre de la culture geek. Originaire du Japon, les premiers cafés de ce type se développent en France à partir du milieu des années 2000.
En 2012, a ouvert à Paris dans le quartier du Châtelet le dernier bar avant la fin du monde consacré sur 500 m2 aux cultures de l'imaginaire, une manière pour la culture geek de s'inscrire dans la culture de masse.

### Informatique
Bien que cela ne soit pas une généralité, la plupart des geeks ont un niveau plus élevé que la moyenne en informatique. En effet, la plupart des geeks, qu’ils soient particulièrement adeptes de programmation ou non, entretiennent un rapport étroit avec l’informatique et les nouvelles technologies, et sauront se servir d’un ordinateur à un niveau plus élevé qu’un individu moyen. Cela entraîne parfois entre les geeks une certaine appropriation de l’informatique, chaque geek se reconnaissant une compétence dans le domaine, ce qui peut donner lieu à de longs débats sur le sujet[réf. nécessaire]. La fonction principale de l’informatique chez les geeks est en réalité de souder la communauté des passionnés, par le biais par exemple de forums de discussion ou d’équipes de joueurs (dans le cas des jeux vidéo). Cette pratique sociale informatisée se combine par ailleurs avec des rencontres bien réelles entre geeks, comme précisé plus haut.
Cette importance de l’informatique chez les geeks a donné lieu à une conception erronée du geek, qui serait alors un simple adepte d’informatique ou d’outils techniques modernes. Cette conception est tout à fait partielle puisque le geek ne se limite pas à une simple utilisation d’outils électroniques.

## Œuvres de fiction iconiques de la culture geek
Certaines œuvres des genres fantasy et science-fiction , romanesques comme cinématographiques, sont à la base de la culture geek. Les geeks se les approprient et les utilisent dans le cadre des activités qu'ils pratiquent. Une liste indicative et non exhaustive est présentée ci-dessous.

### Romans
- L’œuvre de J. R. R. Tolkien[21] ;
- Le Trône de fer de George R. R. Martin[21] ;
- Conan le Barbare de Robert E. Howard ;
- Les Annales du Disque-Monde de Terry Pratchett ;
- Les romans d'Isaac Asimov et notamment le Cycle de Fondation ;
- Le cycle des univers de Dune de Frank Herbert ;
- Les Cantos d'Hypérion de Dan Simmons ;
- L'œuvre de H. P. Lovecraft ;
- Neuromancien de William Gibson (père fondateur du cyberpunk) ;
- La « trilogie en cinq volumes » Le Guide du voyageur galactique de Douglas Adams ;
- Harry Potter de J. K. Rowling.

### Films
- La saga Star Wars de George Lucas
- La saga Matrix des Wachowski
- La saga Terminator de James Cameron
- La saga Jurassic Park
- La saga Harry Potter
- La saga Star Trek
- La saga Le Seigneur des Anneaux de Peter Jackson
- L'Univers Cinématographique Marvel
- Le Batman de Tim Burton
- La trilogie The Dark Knight de Christopher Nolan
- La trilogie Spider-Man de Sam Raimi

### Séries
- Kaamelott
- Doctor Who
- Star Trek
- Battlestar Galactica
- Les séries Star Wars
- Les séries de l'Univers Cinématographique Marvel
- South Park
- Les Simpson
- Les séries DC de Bruce Timm

### Jeux vidéos
- Halo
- Mass Effect

- God of War
- World of Warcraft
- The Witcher
- The Elder Scrolls
- Resident Evil
- La trilogie Batman Arkham
- Metal Gear
- Half Life
- Portal
- Final Fantasy

### Bandes dessinées et mangas
- Marvel
- DC
- Vertigo
- Image Comics
- Dragon Ball
- Naruto
- One Piece
- Bleach
- Berserk

## Œuvres de fictions ayant les geeks pour sujet

### Bande dessinée
- Les Cybériens, de François Cointe
- Geek & Girly, de Nephyla et Rutile aux Éditions Soleil
- Les Geeks, de GANG, Thomas Labourot et Christian Lerolle
- Les Informaticiens, de Brrémaud et Mathieu Reynès, Bamboo
- Kräkændraggøn, Ordinateur mon ami et Cyberculture mon amour, de Lewis Trondheim
- Pussey!, de Daniel Clowes

### Web-séries
- Flander's Company
- Hello Geekette
- Hero Corp
- Karaté Boy
- Le Visiteur du futur
- Nerdz
- Noob
- SaturdayMan
- (en) The Guild
- Warpzone Project
- Young Karaté Boy
- Les Geeks (trilogie, 2012-2014) de Davy Prost. Courts-métrages retraçant les aventures de jeunes héros dans la ville de Coulommiers.

### Webcomics
- (en) Applegeeks de Mohammad Haque et Ananth Panagariya
- (en) Ctrl+Alt+Del de Tim « Absath » Buckley
- Geek's World de Salagir
- (en) Homestuck de Andrew Hussie
- Le Geektionnerd de Simon « Gee » Giraudot
- (en) Piled Higher and Deeper de Jorge Cham
- Plus Tard… de NeoGrifteR
- (en) PvP Online de Scott R. Kurtz
- (en) Sabrina Online d’Eric W. Schwartz
- (en) User Friendly de J.D. « Illiad » Frazer
- (en) xkcd de Randall Munroe

- My Giant Nerd Boyfriend de Yen « Fishball » Ee

### Films
Ici sont cités quelques films où des informaticiens (souvent hackers) sont les héros, mais aussi présentant un ou plusieurs geeks comme personnages principaux.
- Antitrust, écrit par Howard Franklin et dirigé par Peter Howitt (2001)
- Avalon de Mamoru Oshii (2001)
- Ben X, de Nic Balthazar (2007)
- Clerks de Kevin Smith (1994)

- Die Hard 4 : Retour en enfer de Len Wiseman (2007)
- Fusion de Jon Amiel (2003) Taz « Rat » Finch, un geek hacker aide à sauver la planète
- Geekus, documentaire de Olivier Marmey (2004)
- Grandma’s Boy de Nicholaus Goossen (2006)
- La Recrue de Roger Donaldson (2003)
- Les Tronches de Jeff Kanew (1984)
- Les Experts de Phil Alden Robinson (1992)
- Pirates of Silicon Valley de Martyn Burke (1999) ;
- Mallrats de Kevin Smith (1995) ;
- Matrix I, II et III des Wachowski 1999 à 2003 ;
- Millénium : Les Hommes qui n'aimaient pas les femmes, 2011 ;
- Napoleon Dynamite de Jared Hess (2003)
- Opération Espadon (film, 2001) de Dominic Sena. Un geek est enrôlé de force pour s'introduire dans un système informatique
- Scott Pilgrim, d'Edgar Wright, 2010. Ce film est un cas (jusqu'à présent unique) où aucun des personnages n'est un geek, mais où tout le film utilise les codes et références des geeks (thématique des boss de jeux vidéo, stéréotype de la princesse à sauver issue du genre de l'Heroic fantasy, pixel art, etc.)
- Tron de Steven Lisberger (1982)
- Weird science de John Hughes (1985)
- WarGames de John Badham (1983)
- The Social Network de David Fincher (2010), retraçant l'histoire de la création du réseau social Facebook

### Télévision

#### Personnages
- Les personnages principaux de la série The Big Bang Theory.
- Alexander Harris, Willow Rosenberg et le Trio dans la série Buffy contre les vampires.
- Elliot Alderson, dans la série Mr Robot.
- Jerry Steiner de la série Parker Lewis ne perd jamais.
- Seth Cohen dans la série Newport Beach
- Matt dans Death Note
- Timothy McGee dans la série NCIS : Enquêtes spéciales
- Russell « Rusty » Cartwright, Dale Kettlewell et Max dans la série Greek
- Frohike, Langly et Byers formant à eux trois le trio des Lone Gunmens dans la série X-Files
- Dez dans la série Austin et Ally
- Chloe O'Brien dans la série 24 heures chrono

#### Séries télévisées et web-séries
- Alias
- Battlestar Galactica
- Chuck
- Code Lisa
- Doctor Who
- Farscape
- Freaks and Geeks de Judd Apatow
- Hero Corp
- La Quatrième Dimension
- Les Allumés d'Edgar Wright
- Le Prisonnier
- Lost
- Fringe
- Millenium
- Misfits
- Mr. Robot
- MythBusters
- Nerdz
- Noob
- The Big Bang Theory
- The IT Crowd
- The Lone Gunmen : Au cœur du complot,
- Twin peaks
- Greek
- Stargate SG-1
- Star Trek
- Silicon Valley

## Filmographie
- Jean-Baptiste Péretié, La Revanche des geeks, documentaire, diffusé sur Arte le 28 avril 2012. Le documentaire montre comment les geeks, exclus de la société dans les années 1970, sont finalement devenus à la mode au cours des années 1990 et 2000[22].
- Tristan Schulmann et Xavier Sayanoff, Suck my Geek !, soirée à thème sur Canal+ et documentaire diffusé durant cette soirée, 2007, 52 minutes.
- Sébastien Raynal, Le Geek, cet idiot du village, web-documentaire, 2013[23]. L’œuvre tente de définir le terme geek à travers son histoire pour décrypter son sens contemporain. À contre-courant des idées reçues, il tend à montrer comment ce terme s'est démocratisé tout en restant un terme péjoratif.